# IP-COM
Shenzhen Heweishun Networks Technology Co., Ltd. (深圳市和为顺网络技术有限公司) este compania privată care deține marca IP-COM. Compania este cunoscută în mod obișnuit pe mapamond ca IP-COM sau IP-COM Networks și aceasta a fost înființată în 2009. În schimb, marca de rețelistică IP-COM a fost introdusă încă din 2007, produsele și marca fiind concepute inițial de către inginerii de la compania Tenda. 
IP-COM este un furnizor global de frunte de soluții de rețelistică și de sisteme de securitate pentru întreprinderile mici și mijlocii (SMB). Cu sediul central în Shenzhen, IP-COM are 13 sucursale regionale în China. IP-COM este dedicată furnizării de soluții de rețelistică cele mai profesionale și la prețuri competitive pentru SMB (IMM-uri). Există peste 600 de ingineri de cercetare și dezvoltare (R&D), 30% dintre aceștia provenind de la întreprinderi din topul celor mai bune 500 din lume, iar peste 20% sunt absolvenți de studii postuniversitare sau doctori ingineri. În plus, IP-COM deține laboratoare avansate de testare wireless și continuă să investească 20% din veniturile din vânzări în R&D. Acestea permit IP-COM să dezvolte 10 produse noi cu tehnologia sa avansată în fiecare lună, nu neapărat toate lansate pe piață. IP-COM a furnizat soluții de rețelistică cele mai profesionale și la prețuri competitive pentru peste 5000 de hoteluri, cum ar fi CAPITAL HOTEL, Country Garden Silver Beach Hotel, Hilton Hotel, JINJIANG INN, 7 Days INN etc., ceea ce îmbunătățește semnificativ experiența hotelieră.
Compania Shenzhen Heweishun Networks Technology Co., Ltd. înființată la 8 iunie 2009 și are sediul social în R.P. Chineză, Shenzhen, districtul Nanshan, pe strada Zhongshan Park, nr. 1001, în parcul de înaltă tehnologie TCL, clădirea E3, etajul 1, unitatea A, camera 1011. Reprezentantul legal al companiei este Quán Dēngpíng (全登平), aceeași persoană care a înființat în 1999 și deține și bine-cunoscuta companie de echipamente de rețea Shenzhen Jixiang Tenda Technology Co., Ltd. (深圳市吉祥腾达科技有限公司), prescurtat Tenda (腾达). Domeniul de activitate declarat oficial al companiei include dezvoltarea tehnologică, vânzarea și consultanța tehnică pentru produse de rețea, produse de comunicații, hardware și software pentru calculatoare și circuite integrate. De asemenea, compania se ocupă cu comerțul intern și cu importul și exportul de bunuri și tehnologie.
Compania are 13 sucursale și 29 de birouri în orașele majore din China și a fost invitată să participe la expoziții internaționale precum CES și GITEX, unde a câștigat recunoaștere și încredere din partea clienților internaționali. IP-COM are o prezență în peste 120 de țări prin distribuitori locali sau reprezentanțe. 
În 2017 IP-COM a generat venituri de aproximativ 526 milioane de ¥ și avea 25 de angajați înregistrați pe Shenzhen Heweishun Networks Technology Co., Ltd., restul personalului fiind angajați înregistrați pe Shenzhen Jixiang Tenda Technology Co., Ltd.
IP-COM se concentrează pe dezvoltarea și aplicarea echipamentelor de comunicații de rețea de nivel comercial. După inovații tehnologice continue și cultivarea pieței, IP-COM a devenit acum unul dintre principalii furnizori globali de echipamente de comunicații de rețea și de soluții wireless.

## Produse și servicii
Compania își mărește gama de produse în fiecare an. Categoriile echipamentelor proiectate și produse:
1. Switch-uri independente racabile sau nu, modulare sau nu, de 5-48 de porturi cu PoE sau fără PoE care pot fi:
  1. fără interfață gestionare,
  2. cu comutatoare fizice cu 2-4 preconfigurări,
  3. cu gestionare prin CLI, interfață locală web, gestionare centralizată on-premises (locală) sau gestionare din cloud accesibilă prin platformă web sau aplicație de iOS și Android,
  4. stackable (stacabile, stivuibile),
  5. L3, cu rutare statică sau dinamică.
2. Echipamente de rutare pe cablu și wireless cu interconectare de tip mesh, cu capacități de control puncte de acces wireless, cu management prin interfață locală web și cu management centralizat din cloud.
3. Puncte de acces wireless de exterior și interior cu montare pe perete, tavan sau stâlp, cu gestionare prin interfață locală web, gestionare centralizată on-premises (locală) sau gestionare din cloud accesibilă prin platformă web sau aplicație de iOS și Android.
4. Controlere hardware de puncte de acces wireless.
5. Echipamente de tip CPE și stații de bază cu management prin interfață locală web sau prin software de management centralizat on-premises (local).
6. Antene sectoriale și omni.
7. Media convertoare transmisie cablu cupru cu conector RJ45 – fibră optică monomodală cu conector LC.
8. Injectoare PoE.
9. Module de fibră optică monomodală.
10. Repetoare Wi-Fi, echipamente de mici dimensiuni pentru extinderea rețelei Wi-Fi.
11. Rutere Wi-Fi pentru utilizare casnică și pentru afaceri mici.
12. Sisteme Mesh dedicate, pentru utilizare casnică și afaceri mici.
13. Camere IP de securitate exterioare cu carcasă metalică și cu alimentare prin PoE.
14. NVR-uri cu sau fără capacități de alimentare a camerelor prin PoE.

Compania oferă și servicii și moduri de gestionare complexe pentru echipamentele lor. Există mai multe moduri de accesare, configurare și monitorizare a echipamentelor profesionale de la IP-COM. Accesarea, configurarea și gestionarea echipamentelor profesionale de la IP-COM poate fi făcută printr-o singură metodă sau mai multe, simultan, în funcție de modele, astfel:
- Presetare cu comutator fizic – unele switch-uri fără management GUI pot fi presetate pentru diverse scenarii de utilizare cu ajutorul unui comutator hardware. Astfel, putem seta anumite porturi sau toate ca: VLAN, izolare porturi, prioritizare porturi etc. Dispozitivele de tip CPE de la IP-COM pot fi setate în câteva secunde să comunice între ele PtP fără să fie nevoie să accesăm interfața locală.
- Administrare locală – accesând interfața locală web a dispozitivului. Mai exact tastând IP-ul intern în bara de adrese dintr-un browser.
- Controler hardware de AP-uri – AP-urile pot fi gestionate intern prin controlerele hardware de AP-uri precum AC1000 și AC3000. Pot fi gestionate și prin routere enterprise M80, M50, M30, M20 care au și funcția de control al punctelor de acces wireless.
- Universal CLI – prin linie comandă. Pentru unele modele de switch-uri, acestea se pot configura prin Universal Command-Line Interface prin Telnet, SSH. Sintaxa e asemănătoare cu cea de la alte mărci.
- ProFi Software Controller – un software pentru Windows care permite administrarea, on-premises/locală, a tuturor AP-urilor de la IP-COM și switch-urilor din seria ProFi.
- ProFi SDN – controlerul software ProFi Software și controlerele hardware de AP-uri pot fi accesate extern din platforma web ProFi SDN. Mai simplu explicat, această plaformă este un port-forwarding pentru accesarea din afara rețelei interne a interfeței de administrare.
- IP-COM ProFi Cloud – platformă web de gestionare centralizată din cloud pentru majoritatea echipamentele de la IP-COM. Putem monitoriza și administra și cu ajutorul aplicației de mobil IP-COM ProFi, o aplicație care accesează datele stocate în ProFi Cloud.
- IP-COM ProFi - este aplicația de Android și iOS care permite accesul la plaforma cloud IP-COM ProFi Cloud. Aplicația permite vizzualizarea echipamentelor, configurarea inițială și aproape aceleași setări ca și platforma cloud.
- IP-COM CPE Controller – dispozitivele de tip CPE de la IP-COM pot fi monitorizate și accesate centralizat cu programul de Windows denumit IP-COM CPE Controller.
- IP-COM WiFi App – sistemele EW9, EP9 pe lângă gestionarea locală pot fi gestionate și prin aplicația de mobil IP-COM WiFi. În această aplicație putem accesa în jur de 70% dintre setările dispozitivelor.